# Maghreb Cup Winners Cup
Der Maghreb Cup Winners Cup (französisch : Coupe du Maghreb des vainqueurs de coupe) war ein Fußballvereinswettbewerb in Nordafrika, der von 1969 bis 1975 lediglich sechsmal ausgespielt wurde. Teilnahmeberechtigt waren die jeweiligen Pokalsieger der damaligen Maghrebstaaten Algerien, Marokko, Tunesien und Libyen sowie der Titelverteidiger. Libyen nahm allerdings nur an der ersten Austragung 1969 teil. Gespielt wurde ab Halbfinale im reinen K.-o.-System in nur jeweils einem Spiel innerhalb weniger Tage an einem Austragungsort. Bei der letzten Austragung 1975 waren sechs Teams am Start. Häufig wird dieser Wettbewerb auch als Nachfolger des Nordafrikanischen Fußballpokals bezeichnet bzw. angesehen.

## Die Endspiele und Sieger
| Jahr | Gastgeber  | Sieger                   | Ergebnisse     | Finalist            |
| ---- | ---------- | ------------------------ | -------------- | ------------------- |
| 1970 | Casablanca | RS Settat                | 1:0            | USM Algier          |
| 1971 | Tunis      | Club Africain Tunis      | 2:0            | AS Marsa            |
| 1972 | Algier     | MC Alger                 | 1:0            | Club Africain Tunis |
| 1973 | Casablanca | Chabab Mohammédia        | 1:0            | Club Africain Tunis |
| 1974 | Tunis      | MC Alger                 | 1:1, 4:2 i. E. | FUS de Rabat        |
| 1975 | Casablanca | Étoile Sportive du Sahel | 0:0, 4:3 i. E. | Chabab Mohammédia   |